# Pelargonium barklyi
Pelargonium barklyi är en näveväxtart som beskrevs av S. Elliot. Pelargonium barklyi ingår i släktet pelargoner, och familjen näveväxter. Inga underarter finns listade i Catalogue of Life.